# 사쓰키가오카1역
사쓰키가오카1역(일본어: 五月が丘1駅 さつきがおか1えき 사쓰키가오카이치에키[*])은 일본 히로시마현 히로시마시 사에키구에 있는 히로시마 신교통 1호선의 미개통 역이다.
| 1 | ■ 하행 | 사쓰키가오카2 · 이시우치히가시 · 고이나카 · 니시히로시마 방면                                                                                                  |
| 2 | ■ 상행 | 오즈카 · 오바라 · 조라쿠지 · 다카도리 · 야스히가시 · 비샤몬다이 · 후루이치 · 니시하라 · 기온신바시키타 · 우시타 · 신하쿠시마 · 조호쿠 · 겐초마에 · 혼도리 방면 |

히로시마 고속 교통의 사쓰키가오카1 역은 섬식 승강장 1면 2선의 구조를 갖춘 고가역이다.

## 개요
사쓰키가오카2 역과 마찬가지로 이용 촉진이나 지역의 활성화를 전망해, 단지내의 주요한 교차로에 배치하고 있다. 고이키코엔마에 역에서 세어 첫 번째 신역.

## 인접역
| 히로시마 고속 교통 히로시마 신교통 1호선 | 히로시마 고속 교통 히로시마 신교통 1호선 | 히로시마 고속 교통 히로시마 신교통 1호선 |
| ---------------------------------------- | ---------------------------------------- | ---------------------------------------- |
| 고이키코엔마에 혼도리 방면               | ■ 아스트램 라인                          | 사쓰키가오카2 니시히로시마 방면          |